# ونك عليا
ونك علیا (بالإنجليزية: Vanak-e Olya)‏ هي قرية تقع في قسم تشنارود الشمالي الريفي (مقاطعة تشادغان) في إيران. يقدر عدد سكانها بـ 42 نسمة بحسب إحصاء 2016.